# Séisme de 1847 à Nagano
Séisme de 1847 à Nagano (japonais : 善光寺地震) est c'était un grand tremblement de terre qui s'est produit dans la province de Shinano (Japon) le 8 mai 1847. La magnitude était de M7,4,.
Le séisme a provoqué des glissements de terrain, des incendies et des inondations. Le séisme a causé d'énormes dégâts et tué environ 10 000 personnes.